# Allerød (stacja kolejowa)
Allerød – stacja kolejowa w miejscowości Allerød, na północ od Kopenhagi na linii Hillerød - Kopenhaga. Przed 1952 r. nosiła nazwę Lillerød, ale zmieniono z uwagi na podobnie brzmiącą nazwę Hillerød. Rocznie obsługuje 8 473 pasażerów (2004).

## Stacja w kulturze
Opisana w popularnej powieści Joanny Chmielewskiej Wszystko Czerwone. Tu zaczyna się akcja powieści.